# Dinaraea arcana
Dinaraea arcana är en skalbaggsart som först beskrevs av Wilhelm Ferdinand Erichson 1839.  Dinaraea arcana ingår i släktet Dinaraea, och familjen kortvingar. Arten är reproducerande i Sverige.